# Dans les griffes du vampire
Pour plus de détails, voir Fiche technique et Distribution.
Dans les griffes du vampire (Curse of the Undead) est un western fantastique américain réalisé par Edward Dein, sorti en 1959  .

## Synopsis
Plusieurs jeunes femmes d'une petite ville du far-west succombent mystérieusement à la suite d'une forme inhabituelle d'anémie. Dans le même temps, la famille Carter se retrouve menacée par un propriétaire terrien qui veut asseoir sa puissance dans la région, tandis qu'un mystérieux mercenaire habillé de cuir arrive en ville. Intrigué par ce nouvel arrivant qui fuit la lumière du soleil, le pasteur Dan Young va, quant à lui, découvrir bientôt que c'est un dangereux vampire...

## Fiche technique
- Titre : Dans les griffes du vampire
- Titre original : Curse of the Undead
- Réalisation : Edward Dein
- Scénario : Edward Dein et Mildred Dein
- Production : Joseph Gershenson
- Musique : Irving Gertz
- Photographie : Ellis W. Carter
- Montage : George A. Gittens (crédité George Gittens)
- Direction artistique : Robert Clatworthy et Alexander Golitzen
- Décors : Russell A. Gausman et William P. Tapp
- Pays d'origine : États-Unis
- Format : Noir et blanc
- Genre : Western, Aventures, Fantastique, Thriller
- Durée : 76 minutes
- Dates de sortie :
  -  États-Unis : Mai 1959
  -  France : 30 septembre 1959

## Distribution
- Eric Fleming : Pasteur Dan Young
- Michael Pate : Drake Robey / Don Drago Robles
- Kathleen Crowley : Dolores Carter
- John Hoyt : Dr John Carter
- Bruce Gordon : Buffer
- Jimmy Murphy : Tim Carter
- Helen Kleeb : Dora
- Jay Adler : Jake le barman

## Commentaires
Appartenant à un sous-genre que les américains appellent "Weird West", Dans les griffes du vampire marie audacieusement les codes du western, plutôt diurnes par tradition, avec ceux du cinéma d'horreur, plus habitués à la pénombre. Conforme à la légende du héros énigmatique doué de réflexes "hors-normes", le film choisit en effet d'en repousser les limites en faisant du personnage de Drake Robey (Drake comme Dracula), rien moins que le tout premier cowboy vampire du cinéma. Insufflant au far west classique une dimension ouvertement fantastique, le film propose ainsi une combinaison de deux genres, jusque-là perçus comme antinomiques, qui pourtant  fera plus tard quelques émules, comme les titres de Clint Eastwood, L'Homme des Hautes Plaines (1973) et Pale Rider (1985).